# Cyril Chauquet
 (février 2025).
Cyril Chauquet est un animateur de télévision français, né le 21 juillet 1976.  Il est le créateur, le producteur et l’animateur des émissions Mordu de la Pêche, Pêche XXL et Derniers Géants. Ces dernières sont diffusées dans plus de 160 pays sur des chaînes et plateformes telles que Discovery, Nat Geo, A&E, Netflix, Disney+, Amazon, Pluto TV, Kabel Eins.

## Biographie

### Carrière
Après avoir obtenu un baccalauréat en administration des affaires à l’Université Webster aux États-Unis en 1997, Cyril commence sa carrière comme agent pour un voyagiste spécialisé dans la pêche sportive. Il travaille également comme journaliste indépendant pour des magazines de pêche et devient guide de pêche. Par la suite, il fonde et dirige un lodge de pêche sportive appelé Morocco Fishing Adventures.
En 2003, Cyril Chauquet s’installe au Canada.
En 2005, Cyril développe son premier concept d’émission Mordu de la pêche (Fishing Adventurer) pour la télévision et devient animateur de sa propre série d'aventures de pêche extrême qui le mène dans les endroits les plus reculés de la planète.
Cyril est également connu pour la série Pêche XXL (Chasing Monsters) distribuée par Banijay à l’échelle mondiale et vendue dans plus de 160 pays. Les émissions sont diffusées sur des chaînes et plateformes numériques telles que Discovery, Animal Planet, Netflix, National Geographic, BBC Earth, RMC, Channel 5 etc,.
Dans sa toute dernière série Derniers Géants diffusée sur Évasion et RMC Découverte (4 saisons), Cyril et son équipe partent en mission pour trouver et protéger les derniers poissons géants de la planète. Distribuée à l’international sous le nom de Last of the Giants par Fremantle, cette série fait ses débuts en 2021 sur Discovery Canada, National Geographic et sur Disney+ aux États-Unis et dans le monde entier,,.
Vice Sport a comparé Cyril Chauquet à l’animateur britannique Bear Grylls. Son approche de la pêche a également été remarquée par Les Inrocks.

## Émissions de Télévision
- Mordu de la pêche (Fishing Adventurer), 4 saisons produites pour Évasion[10].
- Pêche XXL/Mordu de la pêche (Chasing Monsters), 4 saisons produites pour Évasion[10] et diffusées sur RMC Découverte[4].
- Derniers Géants (Last of The Giants), 4 saisons produites pour Évasion[5], Discovery Canada et RMC Découverte[11].

## Passions et engagements
Cyril s’engage activement pour la protection des espèces de poissons en danger. Il soutient personnellement plusieurs programmes qui étudient l’impact des changements environnementaux sur les poissons géants.